# 保罗·戈萨尔
保羅·安东尼·戈薩尔（英語：Paul Anthony Gosar；1958年11月27日—）是美國共和黨的一位政治人物。自2011年起，他是美國眾議院的議員，先後代表亞利桑那州的第一和第四選區。

## 事件
2021年11月7日，戈薩尔在社交媒体上发布了一则戏仿《进击的巨人》的影片《移民的攻击》（日語：移民の攻擊），将总统拜登等民主党政治人物恶搞为“巨人”，戈薩尔则以主角“艾伦”自居。影片中，戈薩尔将民主党籍众议员奥卡西奥-科尔特斯斩首，还挥剑杀向拜登；这一影片被指煽动暴力。11月17日，众议院以223票对207票通过对戈薩尔的谴责动议，同时免去其众议院监督委员会和自然资源委员会的成员资格。这是众议院时隔11年再次通过议员谴责动议，戈薩尔也成为美国历史上第24位被动议谴责的国会议员。
2022年10月10日，保罗·戈萨尔呼吁美國政府停止援助乌克兰。

## 外部連結
- 官方网站
- 眾議院網站
- 保罗·戈萨尔的X（前Twitter）
- C-SPAN內的頁面（英文）
- 保罗·戈萨尔在互联网电影资料库（IMDb）上的資料（英文）